# Megaphone Pionnier
Pour les articles homonymes, voir Mégaphone (homonymie).
Le Megaphone Pionnier est le premier modèle de trike (sorte de motocyclette à trois roues) français, lancé en 1997.

## Historique
S'appuyant sur la législation européenne, Patrick Schoun a pu après six années d'efforts faire homologuer par l'administration française le trike Mégaphone Pionnier. Sur un marché depuis longtemps développé en Allemagne, Patrick Schoun, à la tête de la société Mégaphone, espérait provoquer un engouement similaire en France, grâce à ce modèle à moteur Renault 1,6 placé à l'arrière. Le développement commercial s'appuyait sur un petit réseau mais aussi sur la location, toujours sur le modèle allemand. L'engouement initial (30 commandes fermes avant homologation), ne dura pas, et l'aventure se termina devant les tribunaux. L'entreprise commerciale sous-traitait en effet largement la fabrication du trike, en particulier à la société Transac Autos de Jean-Pierre Martin, avec laquelle elle s'est rapidement (dès fin 1997) retrouvée en désaccord contractuel. Le même Patrick Schoun a ensuite, en mars 1998, vendu les droits de construction à une autre entreprise, Startrike, du Mans, et les deux constructeurs simultanés se sont aussi attaqués au tribunal de commerce. Dans ce contexte, la production comme les ventes se sont dégradées et tous les intervenants ont soit fait faillite, soit arrêté leur activité, au minimum après 2001. 106 trikes du modèle Startrike ont été produits, en plus de ceux de Transac Autos.